# Aimé Guillon
Aimé Guillon de Monléon (Lione, 21 marzo 1758 – Parigi, 12 febbraio 1842) è stato un abate, letterato e bibliotecario francese.
Ha ricoperto l'incarico di primo curatore della Biblioteca Mazzarina di Parigi dal 1816 fino alla morte.
Personaggio attivo tanto sul piano politico quanto su quello intellettuale, Guillon ha criticato tra i primi il poema "Dei sepolcri" di Ugo Foscolo. In un articolo uscito sul “Giornale italiano” del 22 giugno 1807, egli prese posizione affermando di ritenere l'opera artificiosa ed oscura, con uno linguaggio erudito, uno stile mancante di originalità e organicità. Foscolo risponde alla critica con la "Lettera a M. Guillon su la sua incompetenza a giudicare i poeti italiani" in cui sintetizza il poema nei suoi aspetti stilistici e contenutistici.
Nella redazione del poema, Foscolo ribadisce come il poema sia un insieme di "combinazioni", associazioni di idee, immagini, inserimenti narrativi- e pertanto non eruditi- destinati a rendere più efficace il messaggio, e "transizioni", passaggi fulminei da un argomento all'altro apparentemente stridenti, ma in realtà enfatizzano il messaggio del testo.
In questo modo l'autore comunica in modo persuasivo la propria verità, esponendola, seppure in maniera non del tutto sistematica, tuttavia con grande controllo a livello di retorica e di linguaggio.
Guillon in patria è celebre per la sua opera in due volumi intitolata I martiri della fede durante la Rivoluzione francese, pubblicata nel 1821.

## Biografia
Nato a Lione nel 1758 da famiglia di nobili origini, Aimé Guillon si laurea dottore in teologia nel 1780 all'università cattolica di Lione, a soli 22 anni. Ordinato sacerdote nel 1782, da subito dimostra una brillante erudizione e viene lodato per la propria capacità oratoria.

### Rivoluzione francese

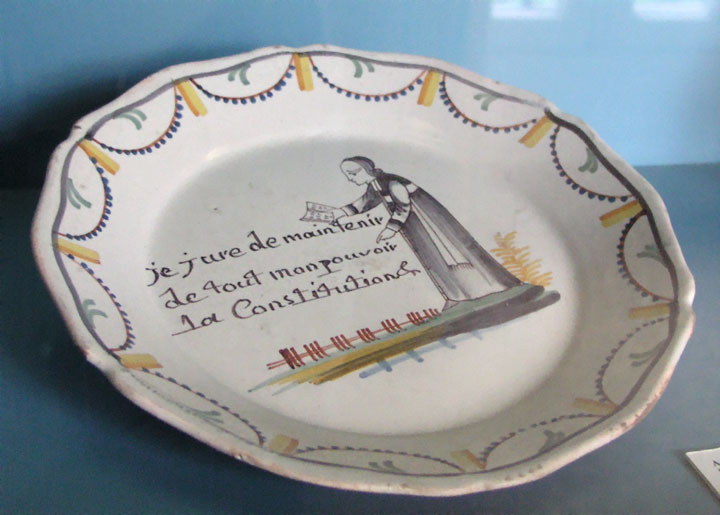
Un piatto commemorativo del 1791 che mostra un curato giurare sulla Costituzione

Nel 1789, a causa della Rivoluzione francese, la neonata assemblea costituente sceglie di incamerare i beni del clero con un decreto del 2 novembre, in un tentativo di secolarizzazione così da risanare le casse dello stato.
Ma l'assemblea proseguì, emanando l'anno successivo la costituzione civile del clero. Di chiara ispirazione gallicana, il provvedimento rendeva i clericali dei pubblici stipendiati, forzando quindi i preti a giurare sulla stessa costituzione. Conseguentemente, il clero si divise in due: il clero costituente fece l'atto di giurare, mentre il cosiddetto refrattario si rifiutò entrando nelle file dei lealisti.
Guillon si schiera da subito con la monarchia borbonica, addirittura denunciando il trattamento riservato alla sua classe: dopo ciò, viene additato come nemico dello Stato e quindi inserito nella lista dei preti refrattari destinati alla deportazione a Ginevra, in Svizzera, a seguito di decreto del 10 agosto 1792.
Questo giorno segna la definitiva caduta della monarchia francese a causa dell'assalto alle Tuileries con l'incarceramento dei sovrani, ma nello stesso tempo Lione si solleva contro la Convenzione nazionale.

### LaStoria del Sacco di Lione
È questo un momento cruciale nella vita di Guillon: proprio la sollevazione della sua città natale contro l'ordine imposto, e i numerosi disordini che si susseguirono, lo porta a scrivere l'opera che lo consacrò alla fama, tra l'agosto e l'ottobre del 1793: l'Histoire du siège de Lyon, che pubblicherà nel 1797, in seguito al suo rientro in Francia. Verranno poi pubblicati in tre volumi successivamente nel 1824.

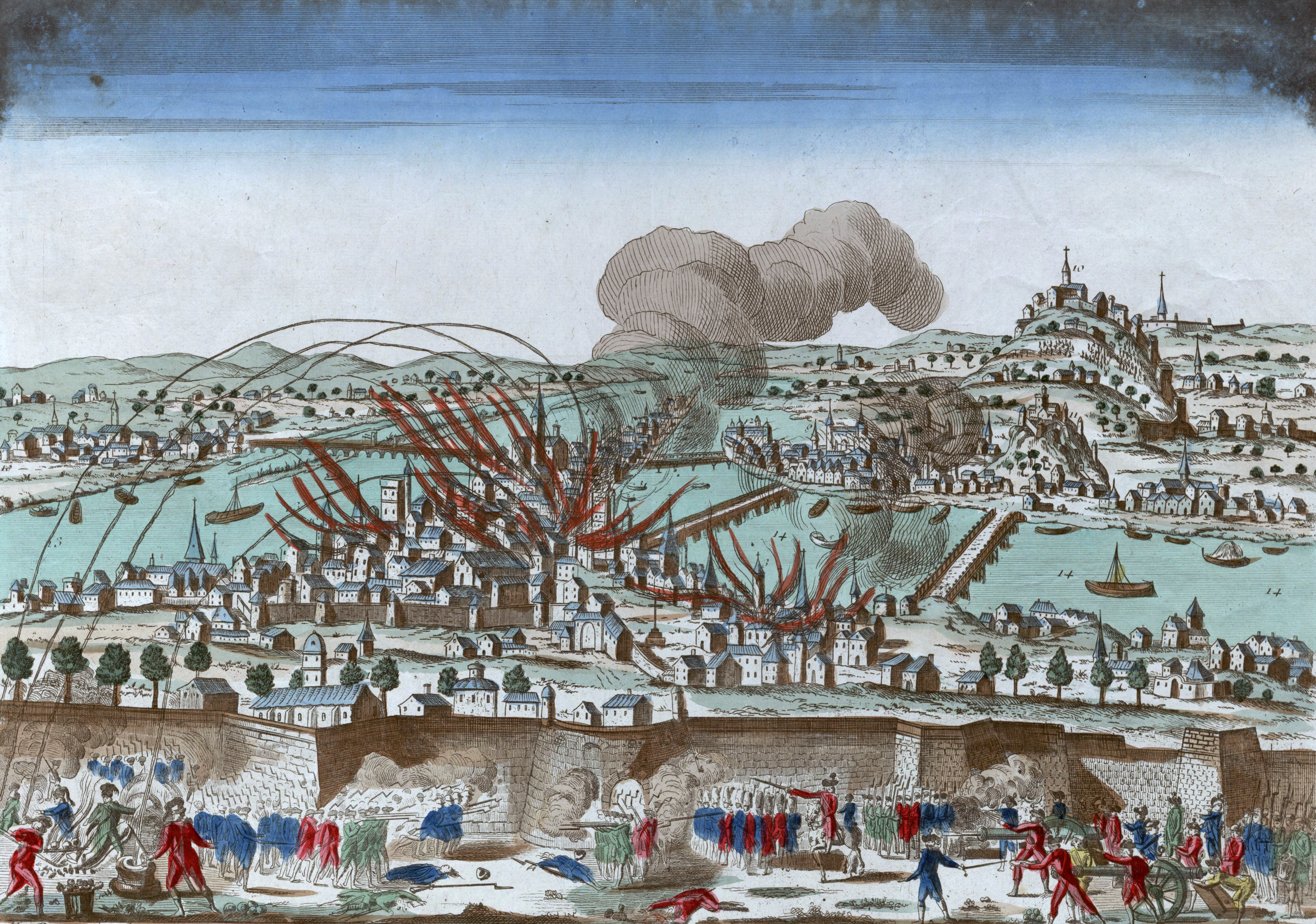
Il sacco di Lione (1793)

A causa della pubblicazione, Guillon viene posto in detenzione per qualche mese e poi liberato.
Riesce dunque a continuare anche la propria attività di polemista politico e di oppositore del governo, anche dopo il colpo di Stato del 18 Brumaio.
Nel 1800 pubblica sotto pseudonimo Le grand crime de Pépin le Bref, opera nella quale, dietro la figura del re dei Franchi, accusato di "usurpazione" e di "intronizzazione", si cela in realtà quella la figura dello stesso Bonaparte: Guillon attacca le manovre politiche del Primo Console, individuando nell'accordo con Pio VII e nel progetto concordatario gli strumenti che avrebbero spianato la strada al suo potere imperiale.
L'abate, del resto, è un convinto sostenitore di quelle libertà gallicane che vietano al Papa il diritto di negoziare con Bonaparte scavalcando la volontà dei vescovi francesi; questi ultimi, peraltro, proprio a causa della riorganizzazione della gerarchia ecclesiastica imposta dal già citato Concordato del 1801, verranno destituiti con l'emanazione da parte del Pontefice di due brevi apostolici, che di fatto sanciscono la fine della Chiesa gallicana. Per la sua opposizione alla politica religiosa del Primo Console, ma anche per la sua attività clandestina come redattore e distributore del periodico d'ispirazione realista Journal invisible, Guillon viene nuovamente incarcerato.

### Il soggiorno in Italia
Dopo diciotto mesi trascorsi in isolamento in una prigione parigina, Guillon alla fine del 1802 viene trasferito prima a Mantova e poi a Milano, dove viene infine scarcerato, ma con l'obbligo di dimoro in città.
Qui l'abate trascorrerà tutta l'età napoleonica, fino al 1814, offrendo all'inizio lezioni di francese, poi ricoprendo qualche modesto ruolo amministrativo.

#### Rapporti con Foscolo
Fin dai primi anni dell'esilio milanese comincia soprattutto a dedicarsi all'attività giornalistica e alla critica letteraria, entrando in contatto con il poeta Ugo Foscolo, con il quale condivideva le posizioni anti bonapartiste, che lo promuove a traduttore francese del Diario italiano, giornale politico fondato e decaduto nelle ultime settimane del 1803.
Il suddetto periodico si pone in polemica con il Giornale Italiano di Vincenzo Cuoco, invece è un foglio a carattere semi-ufficiale in quanto finanziato dal vicepresidente della Repubblica, Francesco Melzi.
A causa di dissidi con Foscolo, proprio al Giornale Italiano lo stesso Guillon comincerà a collaborare tre anni dopo occupandosi della sezione letteraria. È su queste colonne che, il 22 giugno 1807 l'abate recensisce molto negativamente il poema "Dei sepolcri", innescando la dura e celebre polemica con Foscolo, considerata il punto d'avvio della storia della fortuna del carme.
Al di là di ciò, sono questi gli anni in cui Guillon si appassiona alla cultura e alla letteratura italiana, maturando con ogni probabilità il proprio interesse per Machiavelli, a cui del resto, lo stesso Foscolo dedica alcuni versi negli stessi Sepolcri.

### La Restaurazione

Vessillo borbonico francese del periodo della Restaurazione (1815-1830)

La Restaurazione, grazie alla quale può finalmente tornare a Parigi, non mette fine alle difficoltà di Guillon, che continua a rimanere una figura scomoda, anche perché, nonostante il ritorno al trono di Luigi XVIII, l'abate si pone ancora in contrasto con le autorità governative.
Nel marzo del 1816 gli viene dunque offerto l'incarico di conservateur della Biblioteca Mazzarina di Parigi, incarico che gli permette di trascorrere gli anni successivi dedicandosi esclusivamente agli studi, ancora in polemica con gli esponenti che lui definiva del "nuovo clero", attribuendo ogni male alla Rivoluzione e a Napoleone, per il ruolo che ebbero nell' "intromissione" nella sfera religiosa.

### Il "Machiavelli commentato da Napoleone Buonaparte"
A questo periodo si data quindi il Machiavelli commentato da Napoleone Buonaparte: un'opera intrisa di risentimento e pubblicata all'indomani dei Cento Giorni così da biasimare particolarmente coloro che, ex fedelissimi di Luigi XVI, collaborarono con l'imperatore; tuttavia, a conferma del ruolo di ponte tra la cultura italiana e quella francese che Guillon vuole ricoprire, lo scritto intende anche riabilitare in Francia il nome di Machiavelli e opporsi alle interpretazioni negative delle sue opere nonché all'identificazione della sua riflessione con una politica immorale e perversa.
Due obiettivi, il primo polemico e politico, il secondo essenzialmente culturale, ma anch'esso funzionale allo sviluppo di una proposta politica di matrice controrivoluzionaria, a prima vista inconciliabili, trovano una collocazione in un'opera molto articolata e strutturata in tutte le varie parti, funzionali ai fini del buon esito dell'operazione: troviamo infatti una "Prefazione dell'editore", un "Discorso su Machiavelli" che funge da introduzione, un'"Appendice storica sui critici di Machiavelli", la traduzione vera e propria del Principe con a margine le finte annotazioni di Bonaparte, alcuni estratti dei Discorsi sempre con delle finte annotazioni e, infine, un "Sommario dei principi fondamentali della politica di Machiavelli" composto da passi estratti in parte dai Discorsi e in parte dall'opera di Stefano Bertolini La mente di un uomo di Stato (a sua volta una rielaborazione di aforismi machiavelliani pubblicata a Roma nel 1771 per difendere il suo autore dalle dure accuse di cui era oggetto).
Guillon muore a Parigi nel 1842.

## Conflitto con Foscolo

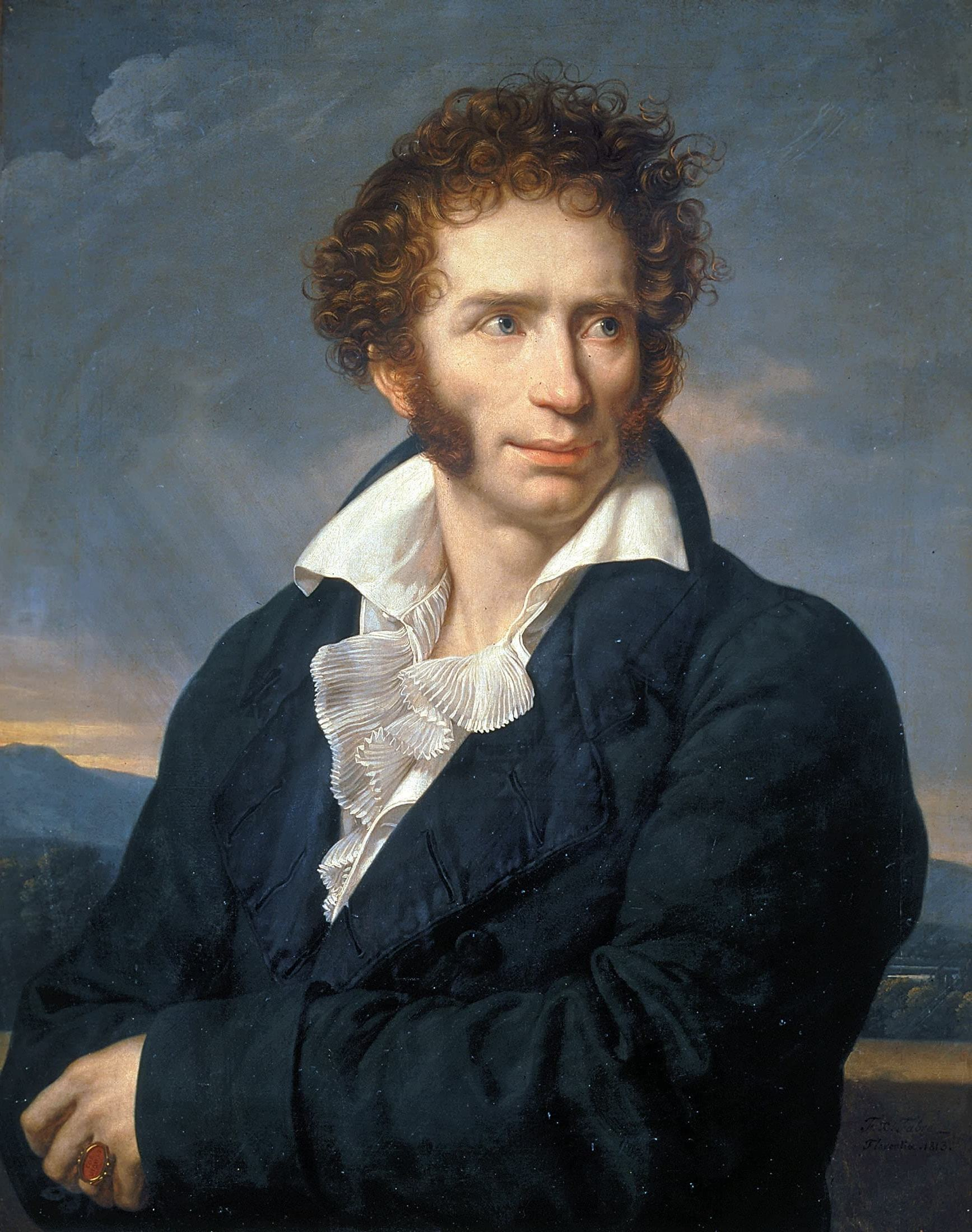
Ugo Foscolo (1778-1827) fu prima amico e in seguito acceso contestatore di Guillon

Dopo la pubblicazione del poema "Dei Sepolcri" nell'aprile 1807 presso l'editore Bettoni, nonostante lo stesso Foscolo avesse posto in appendice delle Note d'autore al fine di agevolare la comprensione al lettore, non poche da subito furono le critiche. La prima si deve all'intellettuale piacentino Pietro Giordani, che definisce l'opera "un fumoso enigma", mentre la seconda è proprio dell'abate Guillon.
Per questa ragione Foscolo redasse un sommario del poema, ed in una "Lettera a M. Guillon su la sua competenza a giudicare i poeti italiani" pubblicata a Brescia il 26 giugno 1807 rispondeva così alle critiche di oscurità e di mancanza di un coerente filo conduttore.
Dalla lettera si ha una chiara visione d'insieme del poema, e soprattutto è possibile ricondurre il poema a quattro nuclei tematici principali:
- Funzione soggettiva e privata dei sepolcri (versi 1-90): ne offre una giustificazione sentimentale;
- Il culto civile delle tombe nelle diverse civiltà (versi 91-150): la superstiziosa e macabra visione medievale, quella nell'antichità gloriosa, la gloriosa e patriottica visione inglese;
- Funzione civile dei sepolcri (versi 151-212): di come possano spingere "l'animo de' forti" a compiere grandi cose attraverso l'emulazione dei "grandi" tumulati in Santa Croce a Firenze, tra cui Machiavelli, Buonarroti, Galilei e Newton;
- Funzione poetica dei sepolcri (versi 213-295): giustificazione poetica. Forse la parte più importante, afferma il ruolo della poesia eternatrice vista con l'esempio dei troiani in particolare, in quanto dalla tomba di Ilo si originò la stirpe dei Troiani a cui si deve, in seguito, la gloria di Roma.[23]

## Opere
Padre Guillon è autore di un gran numero di testi, in francese e italiano, i più noti dei quali sono:
- Storia dell'assedio di Lione (1789-1796), Germain Mathiot, Parigi, 1797[24]
- Il grande crimine di Pipino il Breve, Parigi, 1820[25]
- I martiri della fede durante la Rivoluzione francese, Germain Mathiot, Parigi, 1821.[5] Opera in quattro volumi.

Ha inoltre pubblicato:
- Machiavelli commentato da Napoleone Buonaparte: da un manoscritto ritrovato nella carrozza di Buonaparte, dopo la battaglia di Mont-Saint-Jean, 18 giugno 1815 (Parigi, 1816). Questo scritto, in realtà un falso, ha una valenza anti napoleonica.[26]
- Prefazione a Il principe di Machiavelli, (Parigi, 1818).

## Guillon e Machiavelli
I due obiettivi perseguiti da Guillon appaiono chiaramente già nella Prefazione dell'editore, scritta per giustificare l'intera operazione attraverso la creazione di una finzione: dietro la figura dell'editore si nasconde quella dell'abate, il quale attribuisce ai giornali stranieri la notizia del ritrovamento nella carrozza di Napoleone, dopo la sconfitta del 18 giugno 1815 a Mont-Saint-Jean, di «un manoscritto contenente la traduzione di scritti machiavelliani» annotati da Bonaparte, tra cui spicca una «nuova» traduzione del Principe. 

Ritratto di Niccolò Machiavelli (1469-1527)

L'editore Guillon afferma di essersi procurato una copia del manoscritto, ma non specifica in che modo e non prova neanche a ipotizzare, come ci si aspetterebbe, chi sia l'autore della nuova traduzione.
Com'è evidente, quello usato dall'abate è un classico espediente letterario che consiste nell'attribuire un testo di cui si è autori (in questo caso una traduzione) a un personaggio fittizio di cui non si conosce il nome e nel sostenere di esserne venuti in possesso in maniera del tutto fortuita e casuale.
L'elemento di novità rispetto a questo topos letterario molto in voga tra Settecento e Ottocento, è la presenza, fra gli attori della finzione, di un personaggio reale, il più controverso dell'epoca, Napoleone Buonaparte, vera e propria incarnazione del potere in quel preciso momento storico.
Peculiare è il cognome italianizzato, che peraltro, introduce subito un elemento fondamentale: «a ragione di quello che era italiano, e che, in particolare, raggiunse la sovranità più eminente, [egli] doveva aver compreso Machiavelli meglio del comune dei lettori anche del suo paese», dice lo stesso editore.
Notiamo quindi che Guillon, respingendo l'identificazione tra Machiavelli e il successivo machiavellismo, si rifiuta di vedere nell'ammirazione di Napoleone per il Segretario una prova della sua immoralità ed empietà. Non solo non c'è nulla di male nel fatto che Bonaparte legga Machiavelli, ma per l'editore Guillon egli è potenzialmente il lettore ideale del Principe e delle altre opere machiavelliane sia per la sua origine italiana, sia per la sua esperienza politica ed è dunque nella miglior condizione per afferrare il senso profondo dell'opera del Fiorentino più di ogni altro; guidato da un maggior interesse pratico rispetto al lettore comune.

### Suddivisione dell'opera

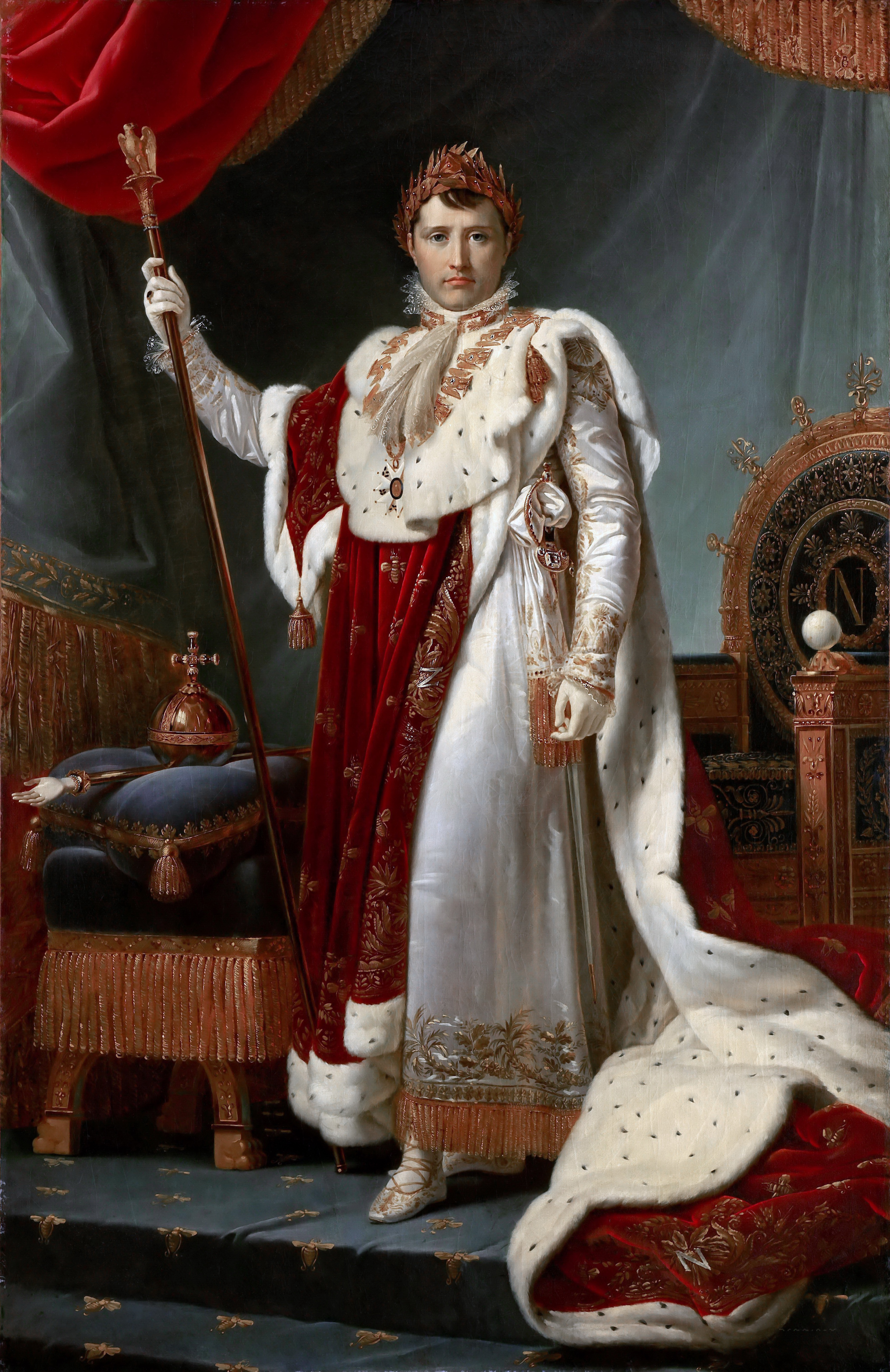
Napoleone Bonaparte, Primo Console e Imperatore dei francesi contro cui si scaglia Guillon

L'abate suddivide e cataloga le finte annotazioni poste a margine del testo machiavelliano, attribuendo loro una sigla identificativa dei quattro periodi della parabola politico-militare di Bonaparte: la fase del Generalato (G.), il periodo consolare (R.C., «Règne Consulaire»), quello imperiale (R.I., «Règne Impérial») e i dieci mesi trascorsi all'Isola d'Elba (E.) prima del ritorno in Francia per i Cento Giorni.
Ne emerge un Napoleone che fin dai tempi in cui ricopre la carica di generale, ossia negli anni delle campagne d'Italia che gli diedero enorme potere e influenza sulla scena politica francese, è già convinto che la migliore soluzione statuale sia quella che assegna il potere a un solo uomo. In una nota a margine nel capitolo II, quando Machiavelli afferma di non volersi occupare di repubblica, ma solo di principato, il finto Bonaparte commenta: «ormai c'è solo questo, il principato, di buono, qualunque cosa dicano; ma io devo cantare con il loro stesso tono, fino a nuovo ordine».
Non è pertanto difficile riconoscere in quei pronomi di terza persona plurale gli alti dirigenti del Direttorio, schierati ovviamente in favore del regime repubblicano. Bonaparte quindi viene tratteggiato, fin dalla prima fase della sua ascesa, come un abile dissimulatore, capace di professarsi repubblicano perché il contesto politico lo richiede, ma aspirando in realtà fin da quel momento al potere monocratico.
Nel capitolo III dedicato al principato misto, nel passaggio in cui Machiavelli spiega che per mantenere il dominio su un territorio appena conquistato caratterizzato dalla stessa lingua e dalle stesse usanze è sufficiente mettere fine alla discendenza della vecchia casata, il finto Bonaparte annota: «non trascurerò questo aspetto, tuttavia dovunque stabilirò il mio regno».
Il giovane generale è dunque già consapevole di dover utilizzare la violenza per prendere il potere e di dover fare propria l'«importanza massima» secondo cui la guerra non si evita e se la si proroga lo si fa a tutto vantaggio del nemico.